# Liebherr R934 Litronic
La Liebherr R934 B était une pelle hydraulique sur chenilles fabriquée par Liebherr. Elle a été remplacée en 2012 par la R936.

## Fiche technique
- Poids en ordre de marche : 31 800 à 35 200 kg
- Puissance moteur : 203 ch